# Charles Holden

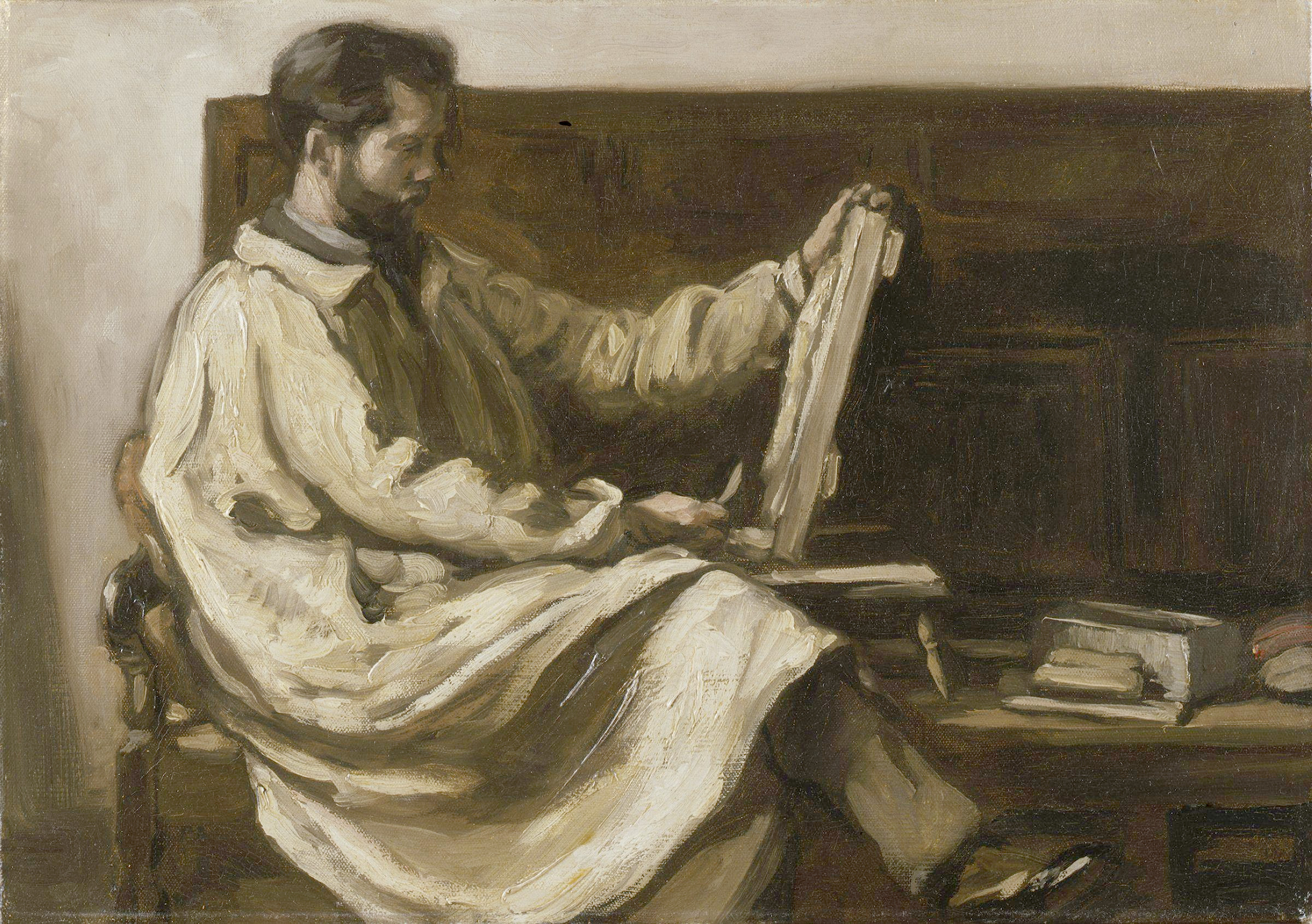
Charles Holden, Benjamin Nelson, 1910

Charles Henry Holden (* 12. Mai 1875 in Bolton, Lancashire; † 1. Mai 1960) war ein englischer Architekt. Er wurde international bekannt, weil er eine Reihe von Haltestellen der London Underground entwarf.

## Leben
Eine von Holdens ersten großen Arbeiten war die Bristol Central Library, mit der er 1902 einen Designwettbewerb gewann. Holden war Mitglied Königlichen Kriegsgräber-Kommission, der Commonwealth War Graves Commission (CWGC) und entwarf einige ihrer Denkmäler auf den Schlachtfeldern des Ersten Weltkriegs in Flandern und Frankreich.

## Bauten

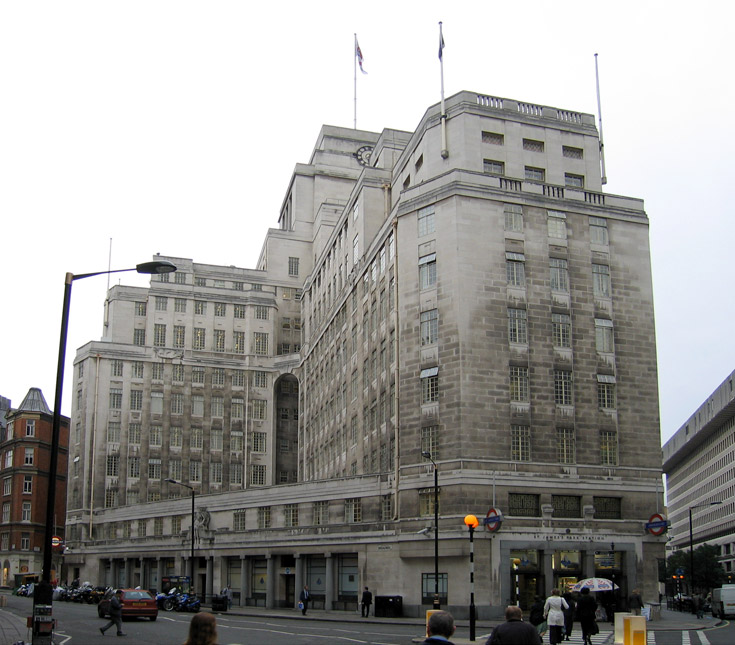
55 Broadway, Hauptsitz der London Underground, gebaut zwischen 1927 und 1929
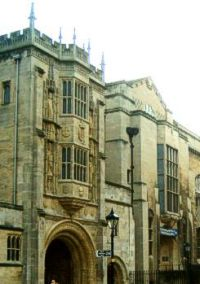
Bristol Central Library and Abbey Gate
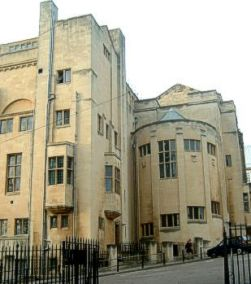
Rückseite der Bristol Central Library
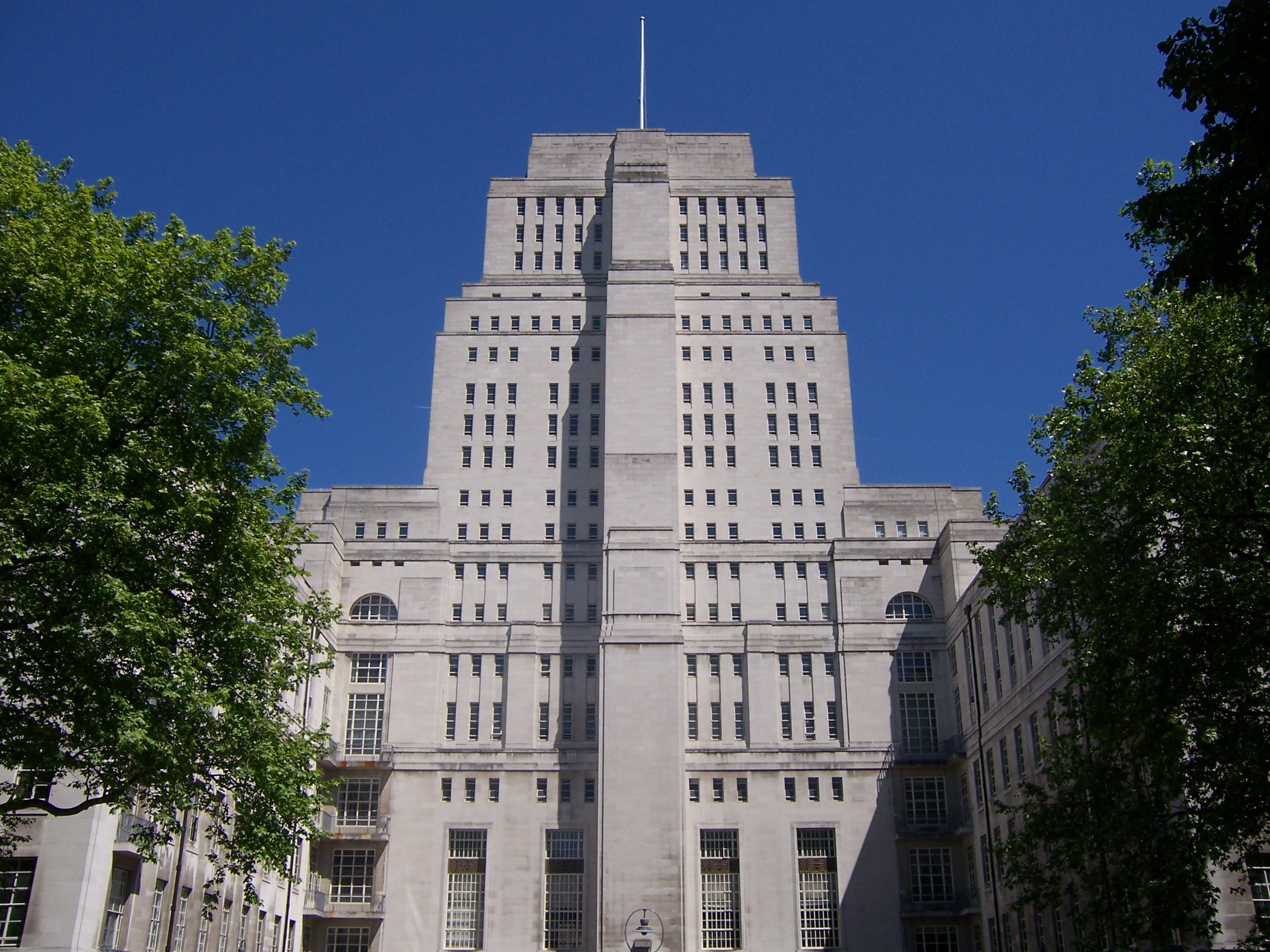
Senate House der Universität London